# Dieter Oesterlen
Dieter Oesterlen (Heidenheim an der Brenz, 5 aprile 1911 – Hannover, 6 aprile 1994) è stato un architetto tedesco, ed insegnante universitario.

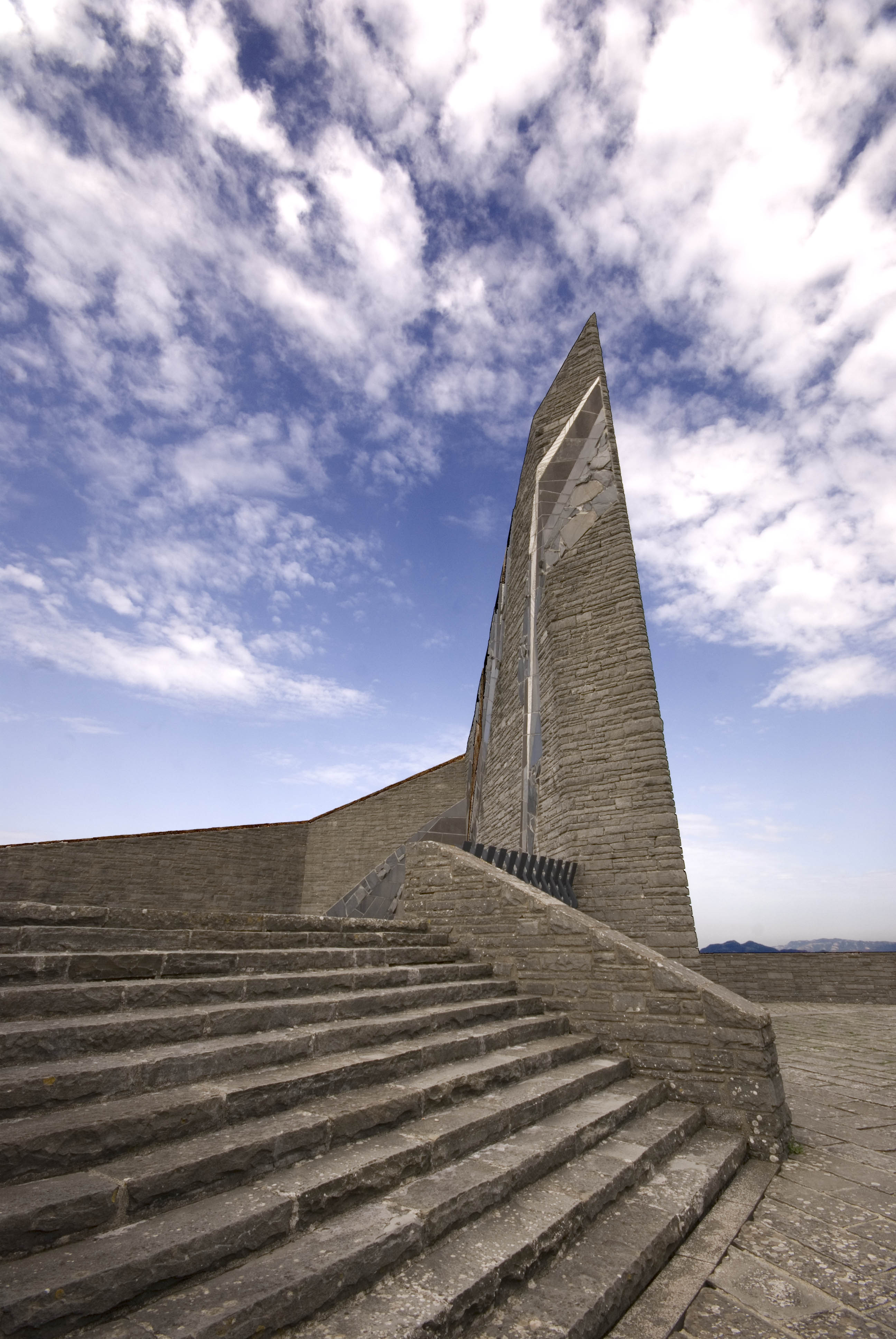
Stele al cimitero militare germanico della Futa

Tra i suoi progetti più famosi in Germania, si ricorda la riprogettazione degli interni del ricostruito Leineschloss di Hannover per accogliervi la sede del parlamento della Bassa Sassonia.
In Italia ha realizzato il cimitero militare germanico della Futa.